# Бёркитт, Фрэнсис Кроуфорд
Фрэ́нсис Кро́уфорд Бёркитт (англ. Francis Crawford Burkitt; 3 сентября 1864, Лондон, Великобритания — 13 мая 1935, Кембридж, Великобритания) — британский теолог и библеист. Сделал исчерпывающие исследования сирийских и древнелатинских версий Нового Завета, особенно Евангелий. Был решительным противником понятия чёткого «кесарийского текста» Нового Завета, выдвинутого Б. X. Стритером.

## Биография
Родился 3 сентября 1864 года в Лондоне.
Окончил школу Хэрроу и затем Тринити-колледж Кембриджского университета, получил в 1886 году бакалавра гуманитарных наук по математике став 28-м ранглером («спорщика»), а также 1888 году получил красный диплом (англ. first-class) по теологическому трайпосу. В 1890 году получил магистра гуманитарных наук, а также бакалавра богословия и 1915 году доктора богословия.
Преподавал в Кембриджском университете, являясь старшим научным сотрудником по богословию, в 1903—1905 годах — преподаватель (англ. University Lecturer) палеографии и в 1905—1935 годах был Норрис-Хальсенским профессором богословия. В 1912—1935 годы Бёркитт был заметной личностью в университете, возглавляя Кембриджский семинар по Новому Завету, в котором участвовали такие выдающиеся богословы, как Роберт Ньютон Флю, который отметил это в некрологе о Бёркитте в научном издании Proceedings of the British Academy. Был очень ярким человеком и находился в дружеских отношениях со студентами всех возрастов и рас.
Был женат и имел детей. Последние годы жил на улице Уэст-роуд-корнер в Кембридже, где и умер в 13 мая 1935 года .

## Научная деятельность

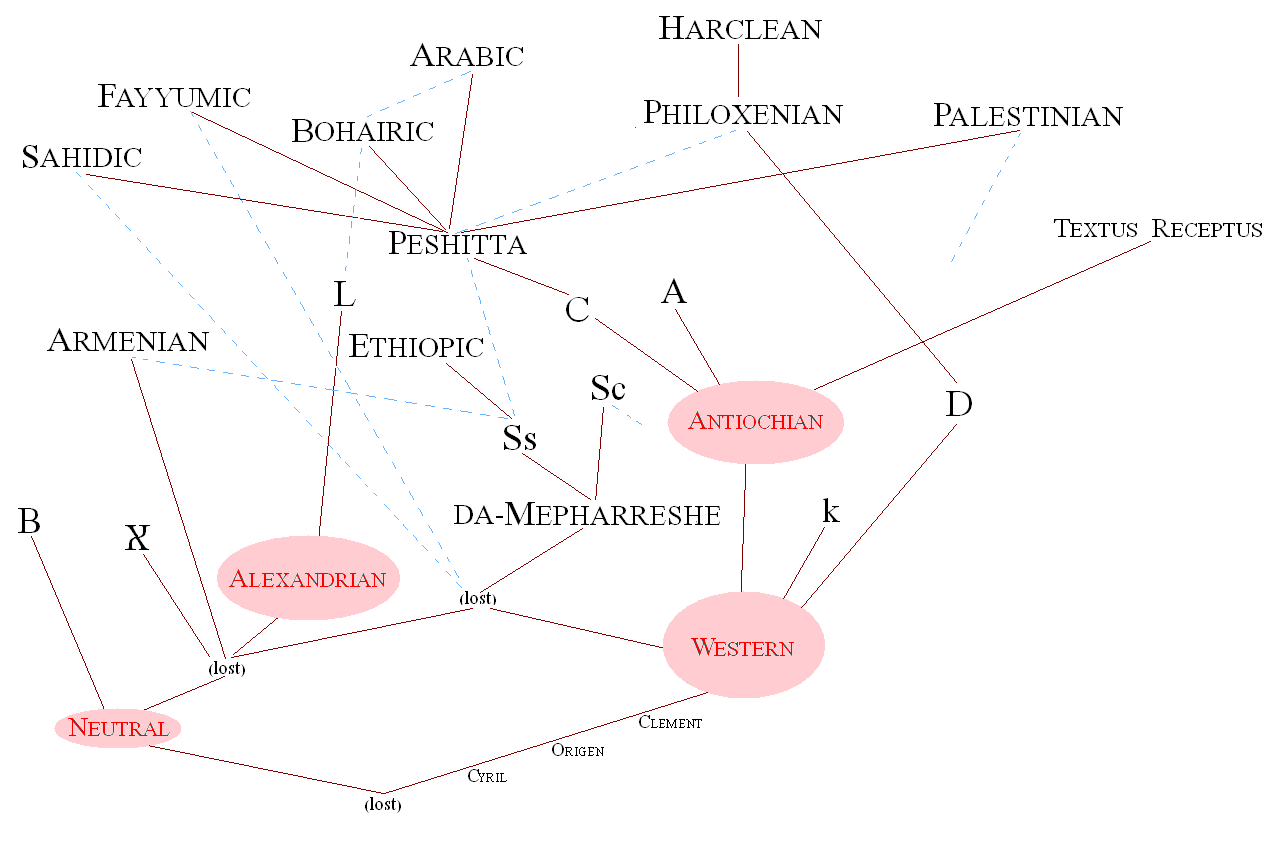
Взаимосвязь между значительными древними рукописями согласно Бёркитту

Автор статей в Journal of Theological Studies и других научных журналах.
Беркитт сопровождал Роберта Бенсли, Джеймса Ренделя Харриса и сестёр Агнес и Маргарет Смит в экспедиции 1893 года в монастырь Святой Екатерины в Египте, чтобы исследовать сирийский палимпсест из Евангелий, обнаруженный в прошлом году сестрами. При этом Буркит сыграл важную роль в расшифровке текста и последующей публикации итогов исследований рукописей.
Его первый курс лекций, впоследствии опубликованный под названием «История Евангелия и его передачи», касался общего содержания Евангелий и литературных отношений между ними; выступал против более поздней школы евангельской критики и вновь подтвердил свою раннюю убеждённость в исторической ценности записи Марка.
Принимал ведущее участие в исследованиях манихейства и хорошо разбирался в революционных теориях некоторых континентальных учёных относительно происхождения четвёртого Евангелия.
Был главным популяризатором книги Альберта Швейцера «Поиски исторического Иисуса», вышедшей в Великобритании в переводе криптографа Уильяма Монтгомери.

## Награды
- Почётный доктор богословия Дублинского университета[1]
- Почётный доктор богословия Сент-Эндрюсского университета[1]
- Почётный доктор богословия Эдинбургского университета[1]
- Член Британской академии[1]

## Память
Британская академия учредила в честь учёного медаль Бёркитта.

## Научные труды

### Монографии
- The Book of Rules of Tyconius (1894)
- The four Gospels in Syriac, transcribed from the Sinaitic palimpsest (1894) with Robert L. Bensly[англ.] and J. Rendel Harris[англ.], introduction by Agnes Smith Lewis[англ.] (1894)
- The New Testament in Greek (1896), editor of second edition
- The Old Latin and the Itala (1896)
- Fragments of the Books of Kings according to the Translation of Aquila (1897)
- Two Lectures on the Gospels (1901)
- Saint Ephraim’s Quotations From The Gospel (1901)
- Criticism of the New Testament: St. Margaret’s Lectures (1902) with Frederic G. Kenyon, A. C. Headlam[англ.] and others
- Early Eastern Christianity: Saint Margaret’s Lectures on the Syriac Speaking Church (1904)
- Evangelion da-mepharreshe: The Curetonian Version of the Four Gospels, with the readings of the Sinai Palimpsest. I. Text; II: Introduction and Notes  (1904)
- The Gospel History and its Transmission (1907)
- Jewish and Christian Apocalypses (1914) Schweich Lectures[англ.] of the British Academy 1913
- The Religion of the Manichees (1925) Доннелланские лекции[англ.] 1924
- Palestine in General History (1929) Schweich Lectures[англ.] 1926, with Theodore H. Robinson, J. W. Hunkin
- Christian Worship (1930)
- The Church of Today Part 2 (1930) with P. Gardner-Smith and C. E. Raven[англ.], The Christian Religion and Its Origin and Progress, Volume 3
- Jesus Christ: An Historical Outline (1932)
- Church and Gnosis : a Study of Christian Thought and Speculation in the Second Century (1932)
- Franciscan Essays II (1932) with H. E. Goad and A. G. Little
- Early Christianity Outside the Roman Empire (2002)
- Egyptian Gnostic Works (2005)
- Christian Beginnings: Three Lectures (2005)

### Статьи
- Notes. Saint Mark XV in codex k // Journal of Theological Studies. — 1900. — P. 278—279.
- Further Notes on codex k // Journal of Theological Studies. — 1904. — P. 100—107..
- Bible // Encyclopædia Britannica. — 11th ed. — Cambridge: Cambridge University Press, 1910–1911.
- Codex Alexandrinus // Journal of Theological Studies. — Oxford, 1909–1910. — Т. XI. — P. 663–666.
- The Dura Fragment of Tatian // Journal of Theological Studies. — Oxford, 1935. — № 36. — P. 192–293.